# إيزيكيل فرنانديز ميراندا
حزقيال فرنانديز ميراندا (بالإسبانية: Juan Fernández Miranda)‏ هو لاعب اتحاد الرغبي أرجنتيني، ولد في 11 نوفمبر 1974 في بوينس آيرس في الأرجنتين.

## وصلات خارجية
- حزقيال فرنانديز ميراندا عل موقع إسبنسكروم (الإنجليزية)
- حزقيال فرنانديز ميراندا على موقع ItsRugby.co.uk (الإنجليزية)